# Schwedische Blaubeersuppe

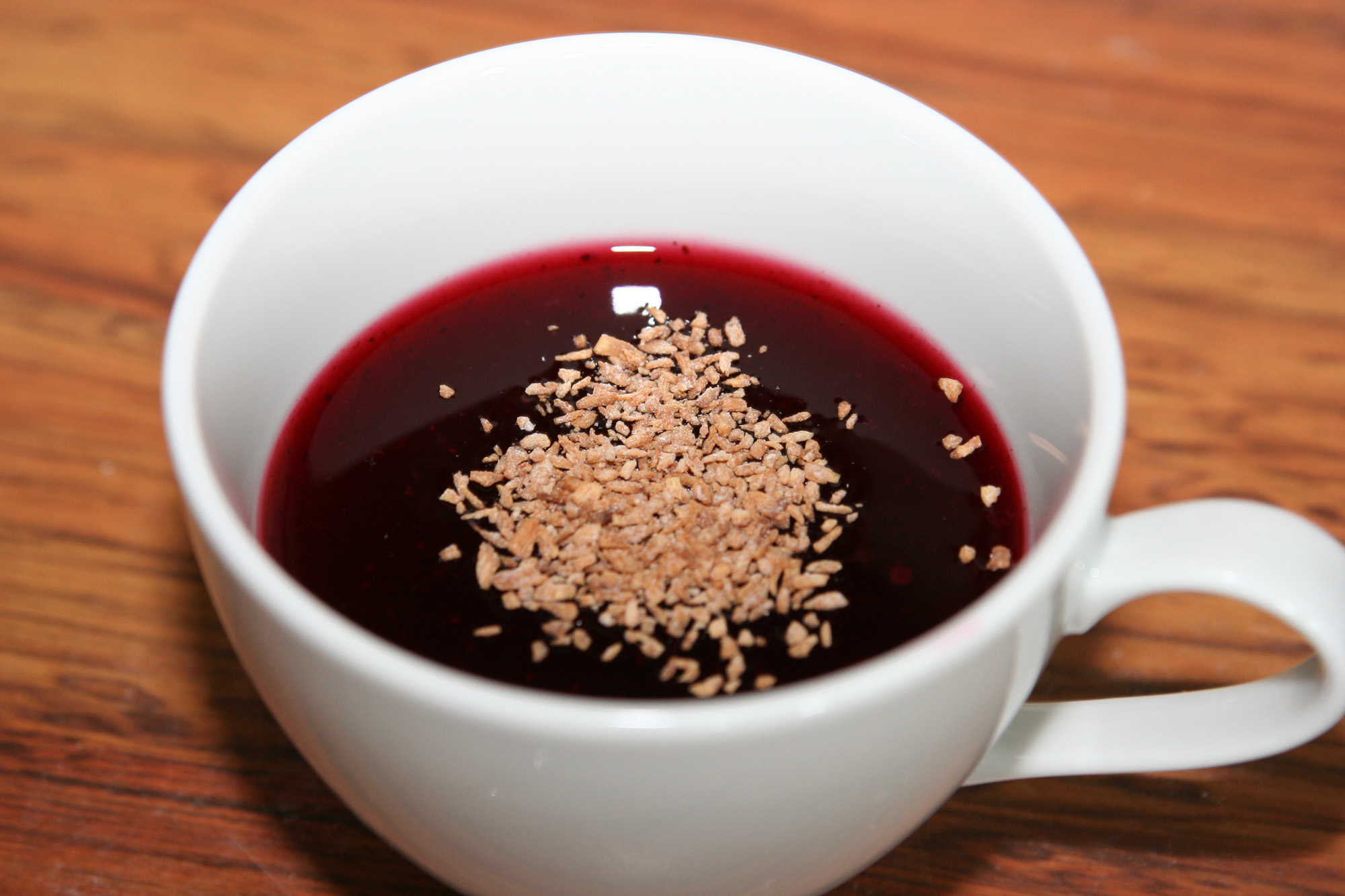
Blaubeersuppe

Die Schwedische Blaubeersuppe (schwedisch blåbärssoppa) ist eine beliebte Fruchtsuppe aus Schweden, die als Dessert warm oder kalt serviert wird. Dieses Gericht enthält neben der namensgebenden Zutat Blaubeeren (Heidelbeeren) Wasser, Zucker und häufig Zimt. Gelegentlich werden weitere Zutaten wie Rotwein oder Kartoffelstärke hinzugefügt, die Einfluss auf Konsistenz und Geschmack haben.
Für die Zubereitung werden die Zutaten gemeinsam in einen Topf gegeben und erhitzt. Zum Abschluss werden die Blaubeeren teilweise oder vollständig zerkleinert.
In Schweden gibt es die Blaubeersuppe auch als Fertiggericht zu kaufen. Sie wird gerne mit Filmjölk (einer Art Dickmilch) und Müsli gegessen oder pur getrunken bzw. gelöffelt und seltener mit Obers serviert.
Regional ist auch die Brombeersuppe und Himbeersuppe in Südschweden vertreten.